# Jonathan Larson

Jonathan Larson

Jonathan Larson (* 4. Februar 1960 in White Plains, New York; † 25. Januar 1996 in New York City, New York) war ein US-amerikanischer Komponist und Dramatiker.

## Leben
Jonathan Larson wuchs in einer jüdischen Familie auf. Nach seiner Schulzeit studierte Larson Theater an der Adelphi University, Garden City im Bundesstaat New York. Während seines Studiums begann Larson mit dem Komponieren von verschiedenen Musikstücken und Musicalwerken. Larson erreichte 1982 den Bachelor der Freien Künste. Danach zog Larson nach Manhattan. In den folgenden Jahren arbeitete Larson an Wochenenden als Kellner und war während der Woche mit dem Komponieren und Schreiben von Musicals beschäftigt.
Zu seinen Werken gehörte unter anderem Sacrimmoralinority (gemeinsam mit David Glenn Armstrong) und Superbia, für das er den Richard Rodgers Production Award erhielt. 1991 stellte er sein halbautobiografisches Werk tick, tick … BOOM! fertig. Sein bedeutendstes Werk wurde das Musical Rent, das erst 1996 erschien. Für dieses Musical erhielt Larson 1996 den Pulitzer-Preis für Drama sowie den Tony Award 1996 in den Kategorien Best Musical, Best Book, Best Score. Zudem bekam das Musical Rent 1996 den Drama Desk Outstanding Musical Award und Drama Desk Outstanding Book Award verliehen. Am 25. Januar 1996, dem Tag der Premiere von Rent, starb Larson im Alter von 35 Jahren an den Folgen des Marfan-Syndroms durch eine Aortendissektion.

## Rezeption
2021 verfilmte Lin-Manuel Miranda Larsons gleichnamiges Musical als Tick, Tick…Boom! Die Hauptrolle des Jon übernahm der Schauspieler Andrew Garfield.

## Werke (Auswahl)
- Sacrimmoralinority
- Superbia,
- tick, tick… BOOM!
- Rent, Musical

## Preise und Auszeichnungen (Auswahl)
- Pulitzer-Preis für Drama, 1996
- Tony Award in den Kategorien Best Musical, Best Book, Best Score, 1996
- Drama Desk Outstanding Musical Award und Drama Desk Outstanding Book Award, 1996